# オレンジズ・アンド・レモンズ
『オレンジズ・アンド・レモンズ』 (原題: Oranges & Lemons)は、1989年にヴァージン・レーベルからリリースされたXTCの9枚目のアルバム。レコーディングは1988年にロサンゼルスのオーシャン・ウェイ・レコーディングで行われた。題名はマザー・グースの「オレンジとレモン」から。
アナログ盤は２枚組で発売された。
このアルバムから、CDをメインにしたミキシングがなされるようになった。
ライブから遠ざかっていたが、このアルバムのプロモーションの為に、アメリカのラジオ局やテレビ局でアコースティックギター３本で公開収録が行われた。

## 収録曲
| #   | タイトル                            | 作詞・作曲     | 時間 |
| --- | ----------------------------------- | -------------- | ---- |
| 1.  | 「Garden of Earthly Delights」      | Andy Partridge | 5:03 |
| 2.  | 「The Mayor of Simpleton」          | Andy Partridge | 3:58 |
| 3.  | 「King for a Day」                  | Colin Moulding | 3:37 |
| 4.  | 「Here Comes President Kill Again」 | Andy Partridge | 3:35 |
| 5.  | 「The Loving」                      | Andy Partridge | 4:11 |
| 6.  | 「Poor Skeleton Steps Out」         | Andy Partridge | 3:34 |
| 7.  | 「One of the Millions」             | Colin Moulding | 4:35 |
| 8.  | 「Scarecrow People」                | Andy Partridge | 4:13 |
| 9.  | 「Merely a Man」                    | Andy Partridge | 3:27 |
| 10. | 「Cynical Days」                    | Colin Moulding | 3:17 |
| 11. | 「Across This Antheap」             | Andy Partridge | 4:51 |
| 12. | 「Hold Me My Daddy」                | Andy Partridge | 3:47 |
| 13. | 「Pink Thing」                      | Andy Partridge | 3:48 |
| 14. | 「Miniature Sun」                   | Andy Partridge | 3:57 |
| 15. | 「Chalkhills and Children」         | Andy Partridge | 4:56 |

### 別バージョン
- 限定盤として3枚のミニCDが入ったボックス・セット (CDVT2581) も発売された。
- 2001年のリマスター盤 (CDVX 2581) では、「Garden of Earthly Delights」（イントロ後の無音部分をカット）、「King for a Day」（低音とウッドブロック音が強調された新ミックス）、「One of the Millions」（鐘のイントロを短縮）の3曲が差し替えられた。

## レコーディング・メンバー

### XTC
- アンディ・パートリッジ (Andy Partridge) - ボーカル、ギター
- コリン・モールディング (Colin Moulding) - ボーカル、ベース
- デイヴ・グレゴリー (Dave Gregory) - ボーカル、ギター、キーボード

### 参加ミュージシャン
- パット・マステロット (Pat Mastelotto) - ドラム
- マーク・アイシャム (Mark Isham) - 管楽器 「Here Comes President Kill Again」「One of the Millions」「Merely a Man」「Cynical Days」「Across This Antheap」のイントロ
- ポール・フォックス (Paul Fox) - キーボード
- フラン・ゴールド (Franne Golde) - バック・ボーカル 「Poor Skeleton Steps Out」

### スタッフ
- ポール・フォックス (Paul Fox) - プロデュース
- Ed Thacker - エンジニア
- Clark Germain - アシスタント・エンジニア
- Joe Fiorello - アシスタント・エンジニア
- Tim Weidner - アシスタント・エンジニア